# Anselm van Saint-Pol
Anselm van Saint-Pol (overleden in 1165) was van 1150 tot aan zijn dood graaf van Saint-Pol. Hij behoorde tot het huis Campdavaine.

## Levensloop
Anselm was de derde zoon van graaf Hugo III van Saint-Pol en diens echtgenote Beatrix van Rollancourt.
In 1150 volgde hij zijn oudere broer Ingelram op als graaf van Saint-Pol, een functie die hij bleef uitoefenen tot aan zijn dood in 1165.
Hij was gehuwd met Eustachia, dochter van heer Willem IV van Perche-Gouët. Ze kregen minstens zes kinderen:
- Hugo IV (overleden in 1205), graaf van Saint-Pol
- Ingelram
- Margaretha, huwde met de heer van Amiens
- Flandrina, huwde met Willem, zoon van graaf Arnoud I van Guînes
- Gwijde, maarschalk van Ponthieu
- Beatrix, huwde met graaf Jan I van Ponthieu